# Samiha Khreis
Samiha Ali Khreis (en árabe: سميحة خريس‎; Amán, 16 de agosto de 1956) es una periodista, escritora y novelista jordana. 

## Biografía
Samiha estudió la educación primaria en Catar, pero más tarde se trasladó a Sudán, debido a que su padre ejercía un cargo en el cuerpo diplomático. En 1973, finalizó la educación secundaria de la rama literaria en la escuela de Jartum. Asimismo, se licenció en Sociología (1978) y en Literatura en la Universidad de El Cairo, en Egipto.

## Carrera profesional
Ha trabajado como periodista en varios periódicos: Al-Ittihad (en árabe : الإتحاد , lit. “La Unión”) en los Emiratos Árabes Unidos (1981-1998); Al-Dostour (1998) y en Al Rai en Jordania.
En 1999 ocupó el cargo de periodista y directora del Departamento de Cultura. Asimismo, asumió el puesto de redactora jefe hasta su jubilación de la revista infantil Hatem, que se publicaba en Jordan Press Foundation - Al Rai.
Además, fue miembro de la Junta Directiva de la Corporación de Radio y Televisión Jordana (2009) y de la Junta Directiva de la Agencia de Noticias de Jordania (Jordan News Agency - Petra) en 2010. Está afiliada a diversas asociaciones y organismos culturales, como la Asociación de Escritores Jordanos, el PEN Internacional y el Sindicato de Periodistas de Jordania, y es una de las fundadoras de la Unión de Escritores de los Emiratos Árabes Unidos. Por otro lado, ha participado en numerosas conferencias y seminarios árabes que tuvieron lugar en Abu Dabi, Marruecos, Túnez y Bagdad, así como también en eventos de carácter más local.
Muchas de sus obras literarias se han transmitido como radionovelas por la Corporación de Radio y Televisión Jordana. Por ello, se le otorgaron premios en varias ocasiones en el Festival Árabe de Radio y Televisión de El Cairo (Cairo Arab Media Festival). Algunas de sus obras premiadas son: Shajarat al-fuhud (“El árbol de las panteras”), Khashkhash (“Amapola”) y Crimea (posteriormente se adaptó a una serie, llamada "La noche blanca").
Cabe destacar que escribió guiones cinematográficos y radiofónicos, historias y novelas. Sus novelas han sido publicadas en periódicos árabes y jordanos y también traducidas a diferentes idiomas. Entre ellas: La antología jordana al inglés, Cuadernos del diluvio al alemán y al español y al-Suhn al alemán.
Entre 2002 y 2003, la radio jordana emitió Shajarat al-fuhud (“El árbol de las panteras”), Khashkhash (“Amapola”) y Cuadernos del diluvio, de las que surgieron obras dramáticas basadas en estas novelas. 

## Premios
- En 1997 recibió el Premio al Mérito Estatal por parte del Ministerio de Cultura a la novela Shajarat al-fuhud.
- En 2002 recibió la Medalla de oro al Mérito en el Trabajo en el concierto de El Cairo por las obras dramáticas.
- En 2004 recibió el Premio Abu al-Qasim al-Shabbi en Túnez por la novela Cuadernos del diluvio.
- En 2008 recibió el Premio por la Creatividad Literaria por Arab Thought Foundation en Beirut por su trayectoria literaria.
- En 2014 recibió el Premio al Mérito Estatal en Literatura (ex aequo).
- En 2015 fue condecorada con la Medalla de Excelencia del Rey Abdullah II Ibn Al Hussein.
- En 2017 recibió el Premio Katara de la Novela Árabe por la novela Fustuk Abeid.

## Obras

### En árabe
- 1978. Ma’a al-ard, colección de cuentos, Jartum: Dar Alayam.
- 1980. Rihlati: novela. Beirut: Dar al-Haytham.
- 1990. al-Mad: novela. Ammán: Dar Shorouq.
- 1995. Shajarat al-fuhud: taqaseem al-hayat. Ammán: Dar al-karameel.
- 1996. Orquestra: colección de cuentos. Irbid: Dar al-kendi.
- 1997. Shajarat al-fuhud: taqaseem al-ishq. El Cairo: Dar Sharqiyat.
- 1998. al-qarmiya: novela. Amman: Amana Publications.
- 2000. Khashkhash: novela. Beirut: Dar al-dirassat al-arabiya.
- 2003. Dafatir Al-Toufan: novela. Ammán: Amana Publications.
- 2004. VOL.2 El Cairo: Al Dar Al Masriah Al Lubnaniah.
- 2003. al-Suhn: novela. Amman: Dar Azminah.
- 2007. Nara: El imperio de papel. Amman: Dar Nara.
- 2008. al-raqs ma’a al-shaytan. Amman: Dar Nara.
- 2009. Nahnu. Amman: Dar Nara.
- 2010. Yahya. Beirut: Dar taqafat wa al-arabiya li al-ulum.
- 2011. Ala janah al-tayr. Siria: Dar al-hulul.

### Obra traducida al español
- 2003. Cuadernos del diluvio. Don Quijote. ISBN 9789204764734

### Publicaciones conjuntas
- Un cuento de la colección Bassem ("Historias de Jordania"). Asociación de Escritores de Jordania.
- Un cuento traducido dentro de una antología jordana, publicado en inglés.

## Obras sobre la trayectoria literaria de Samiha Khreis
- Dr. Nidal Al Saleh. "Samiha Khreis: lecturas en la experiencia ficticia".
- Dr. Nizar Qubeilat. "Estructuras narrativas en las novelas de Samiha Khreis".
- Dr. Ibrahim Melhem. "En la formación del discurso narrativo: visión y arte de Samiha Khreis".
- Nazih Abu Nidal. "Los jardines femeninos".

## Críticas sobre las obras de Samiha Khreis
- El crítico iraquí Uruk Abbas: “Un texto sobre la prohibición que describe de forma bastante detallada la realidad de la mujer desde diferentes ángulos, entrando en los entramados de su psicología y profundizando en su conciencia. Va más allá de lo escrito por autoras anteriores y se enfrenta a una preocupación legítima por la mujer que está abierta a la energía de su propia conciencia y de la conciencia del otro, y a los problemas a los que se enfrenta con ese objetivo; un intento para deshacerse de las suposiciones prefabricadas, y encontrar un punto de apoyo para una nueva entidad con su propia experiencia”.
- El crítico egipcio Samir Ahmed Al-Sharif: “Samiha Khreis demuestra una fuerza creativa en su desafío al olvido que está surgiendo en el mundo árabe. En general, es un hecho que proviene del carácter positivo de las mujeres y de la capacidad de su lenguaje para influir y hacer visible su presencia a través de la liberación de los momentos más íntimos. Khreis, mediante el lenguaje y sus narrativas de carácter patrimonial nos acerca al sentimiento de pasar de un lugar familiar a otro desconocido al que el ojo debe acostumbrarse. De una manera u otra, describe a personas, cosas y lugares presentes en nuestras vidas, con las que simpatizan nuestras conciencias. Es una serie de "debates" impresionantes, que reflejan la unidad de un estado estético, comparten la apariencia externa y la esencia que compartimos todos los árabes en nuestras vidas. Todo esto ha aportado a la novela dulzura, así como la capacidad de conectar con nuestras vidas árabes, cuando colocó su mano sobre las cuerdas escenográficas y humanísticas y las tocó como si fuesen un instrumento musical".
- El crítico Ibrahim Jaaber opina sobre la novela al-Suhn: “Esta novela pertenece a ese género literario que cuando terminas de leerla no puedes olvidarte de sus protagonistas, hasta que de repente los encuentras en tu cama y provocan un caos en la habitación e incluso, sientes como si alguien se escondiera en tu camisa. Por un momento, no solo sientes el aroma a melocotón que invade el lugar, sino que también percibes un líquido de sabor dulce que va goteando de tus dedos”.
- El Dr. argelino Rachid Ben Malek hace esta crítica: “Esta novela representa un gran avance cualitativo en la narrativa árabe contemporánea, plantea muchos interrogantes sobre sus insinuaciones semánticas y enfoques metodológicos para supervisar las herramientas de su funcionamiento. Esto se debe a que existía un rechazo a la divulgación del texto por su contenido de manera autorizada y la superposición de los narrativa retórica y su traslado de un cuerpo a otro sin previo aviso. A pesar de ser adaptado para transitar por los entramados del texto".
- El crítico literario tunecino Kamel Riahi: “El nombre de Samiha Khreis ya no es desconocido para los lectores árabes, se le conoce por su colección de novelas y narraciones. Estas obras solo pueden ocupar un lugar brillante en uno de los rincones en su memoria, ya que a partir de sus primeros cuentos y gracias a la escritura se abrió su propio camino y ganó seguidores que se mantienen al corriente de sus últimas publicaciones literarias. Además, confían en su capacidad creativa y es imposible que sus manos no desprendan un arte deslumbrante,  realista y una magia lingüística increíble".
- El escritor sirio Nabil Suleimán: “¿Qué queda a parte del incendio? ¿Es la retórica del fuego en la novela de Samiha Khreis una gran sátira?”.
- El crítico literario jordano Nazih Abu Nidal hace una crítica sobre la novela Nahnu: “Este exotismo filosófico es novedoso para una escritura que no deja de superarse, ya sea en la forma o en el contenido”.
- Pablo García Suárez, traductor de Cuadernos del diluvio al español: “En cuanto a las virtudes morales que caracterizan a este libro, me gustaría referirme a los valores universales que contiene, a los que se suma el deseo de una vida mejor, un deseo que empujó a todos los protagonistas de la novela a emigrar un día a Ammán en busca de un sustento o nuevas oportunidades de vida".
- La crítica jordana, Rafika Dudin: “La novelista Samiha Khreis demostró el mérito de la pluma creativa jordana, la originalidad de la prosa y su contribución para alcanzar nuevas áreas estéticas en el campo de la creatividad. Todo esto la sacó del estado de alternancia entre lo prevaleciente y lo simulado, del derecho a enriquecerse y enriquecer la diferencia para las experiencias creativas cuando se pone a prueba la característica de la interpretación social. Lo que permite un estado de elusividad rodeado de la posibilidad de anular al otro y excluirlo si no tiene una posición simbólica importante en el núcleo de la creatividad, y donde sea que su centralismo se pueda dispersar escribiendo la variación y la diferencia, cosa que no significa sólo una suma cuantitativa".